# Elias Diaconide
Elias Diaconide (geboren als Jehuda Segall am 20. Mai 1891 in Huși; gestorben am 1. Februar 1945 im KZ Bergen-Belsen) war ein rumänischer Soziologe, Romanist und Rumänist, der in den Niederlanden wirkte.

## Leben und Werk
Diaconide, dessen Vater aus Königsberg stammte, wurde in Rumänien geboren und wuchs dort auf. Er ging mit seiner Familie in die Schweiz und studierte an der Universität Lausanne Literatur und Rechtswissenschaft (juristisches Lizenziat 1915). Von 1915 bis 1918 studierte er an der Universität Zürich. 
Dann ging er in die Niederlande und nahm dort den Namen Elias (auch: Elie oder: Ilie) Diaconide an. Er wurde 1938 bei Willem Adriaan Bonger an der Universität Amsterdam mit der Arbeit Etude critique sur la sociologie de Herbert Spencer (Paris 1938) promoviert und war von 1936 bis 1941 Privatdozent für Gegenwartsrumänisch und Rumänische Literaturwissenschaft an der gleichen Universität. Er publizierte ein Buch über rumänische Literatur und umfangreiche Aufsätze zu den Soziologen Ferdinand Lassalle und Emile Durkheim, zu soziologisch-philosophischen Grundsatzfragen und zur Literatursoziologie, u. a.  in der Revue internationale de sociologie.
Diaconide war von 1938 bis 1941 ein erstes Mal verheiratet. Seine Ehe wurde am 29. Juni 1941 geschieden, und er heiratete am 8. Juli 1942 in Groningen Rachel-Regina Mischel. Im Winter 1942/1943 wurden die niederländischen Juden im Durchgangslager Westerbork interniert. Im April 1944 wurde die Familie Diaconide-Mischel ins KZ Bergen-Belsen eingeliefert. Diaconide starb dort am 1. Februar 1945 an Unterernährung, seine Frau (geboren 1908) und ihre Tochter Ruth (geboren 1927), später Adelsheimer, überlebten.

## Werke (Auswahl)
- Was ist Recht ? Assen 1934.
- Roemeense letterkunde. De Groot, Amsterdam 1934, („Rumänische Literatur“, 238 Seiten, aus dem Manuskript übersetzt von D. Wiesebron; Vorwort von Marius François Valkhoff, Rezension in: Folklore 46, 3, Sept. 1935, S. 302–303, durch Guda E. G. Duyvis).
- Roemeense critiek (Titu Maiorescu, Constantin Dobrogeanu-Gherea, Mihail Dragomirescu). Amsterdam 1936 („Rumänische Literaturkritik“, Antrittsvorlesung Amsterdam).
- Etude critique sur la sociologie de Herbert Spencer. Librairie générale de droit et de jurisprudence, Paris 1938 (373 Seiten, Rezensionen in: American Journal of Sociology 44, 3, Nov. 1938, S. 484–485, durch Floyd N. House; und in: Revue de Métaphysique et de morale 46, 3, Juli 1939, S. 541, kein Unterzeichner).
- Ferdinand Lassalle. Sa vie et son oeuvre. In: Revue internationale de sociologie 46, 1938, S. 227–279.
- Souvenirs et documents inédits sur Dobrogeanu-Gherea. In: Neophilologus 23, 1938, S. 323–329.
- Le Substratum social du phénomène littéraire. In: Revue internationale de sociologie 47, 1939, S. 527–543 („Das soziale Substrat des Phänomens Literatur“).
- Une sociologie objective est-elle possible? In: Mélanges économiques et sociaux offerts à Emile Witmeur. Paris 1939, S. 118–185 („Ist eine objektive Soziologie möglich?“).
- Émile Durkheim (1858–1917). In: Mensch en Maatschappij. Driemaandelijks tijdschrift voor sociale wetenschappen. 20, 1945, S. 308–326.